# 書香文化節
書香文化節為澳門大型書展活動之一。由澳門出版協會主辦，從2005年起，每年分春、秋兩季舉辦兩次書展。

## 簡介

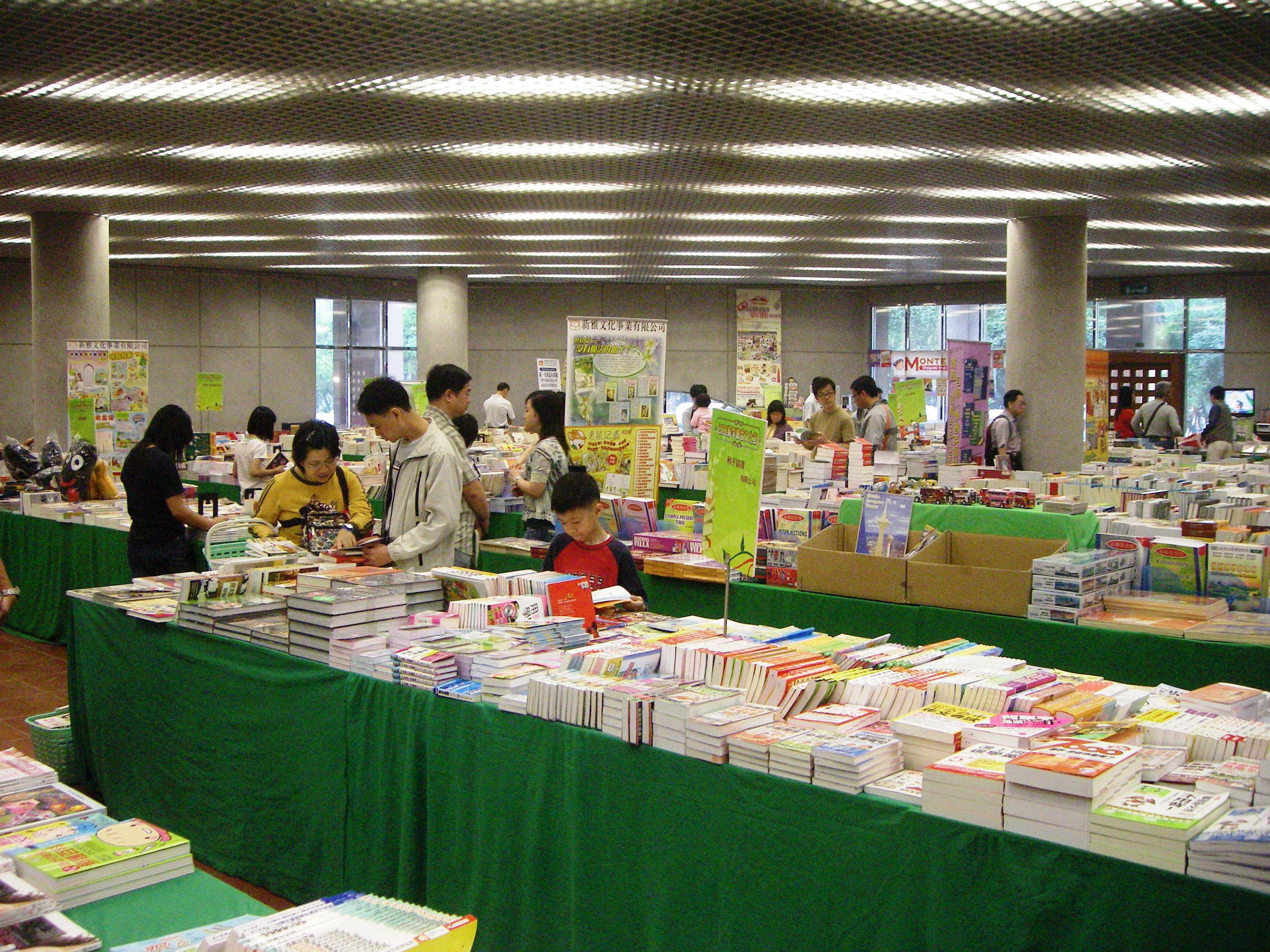
2008春季書香文化節會場內景

在2005年以前，澳門主要有三間書店每年舉辦大型書展，包括星光書店的閱讀文化節書展、澳門文化廣場的兩岸四地（澳門）書展及一書齋的書市嘉年華，當時閱讀文化節書展及兩岸四地（澳門）書展皆不定期、舉辦地點亦各有不同，只能靠宣傳才能知道在甚麼時候舉辦。
直到現在的主辦單位澳門出版協會成立以後，才由2005年開始定期舉辦「書香文化節──兩岸四地（澳門）書展2005」，每年書展始分為春、秋兩季進行。春季書展於每年4月舉行，由星光書店統籌承辦，於澳門理工學院體育館舉行；而秋季書展則於每年10月舉行（早年由於展場問題延於12月舉行），由澳門文化廣場統籌承辦，於澳門塔石體育館舉行。
2016年秋季開始，變更名稱由「書香文化節──兩岸四地（澳門）書展2016」改為「書香文化節──2016澳門書展」，以後沿用新名稱。

## 概況
書香文化節為澳門春、秋兩季澳門的大型書展。因澳門的書展並非由政府全資主辦，而是由個別非牟利組織申請支助或個別書店主辦，而且澳門的出版社數量也較少，因此即使是澳門的大型書展，規模上與周邊地區的書展相距甚遠。展出的書籍則是集合本土及周邊各地區的中、英、葡文書籍，因此兩岸四地同時會有出版商參展，尤以香港出版商居多，為周邊地區的出版商之間提供了一個業務交流的機會。不少澳門出版書籍都會選擇在書展時首發，主辦單位有時還會邀請這些首發書籍的作者出席簽名會、亦會邀請兩岸四地知名作家及知名人士出席簽名會。由於是免費入場，而且購書亦可獲優惠折扣（一般是八折或九折）或特價優惠，因此每年都會吸引大批書迷到場選購書籍。據主辦單位表示，過往書展約有四至五萬人次參與。

## 活動內容

### 活動宗旨
弘揚中華文化；推動本澳閱讀風氣，鼓勵持續進修、終身學習，從而達至提升本澳居民的文化素質；促進兩岸四地圖書出版事業的交流互動。

### 主題活動
書香文化節主要由主辦方面提出各項主題活動，吸引各界文化愛好者到場參觀及交流。
如有：
- 新書發佈會（每屆）
- 茶文化及紫砂壺藝展（每年秋季）
- 親子閱讀坊（每年秋季）
- 數碼攝影比賽（2005春）
- 傳統文化藝術坊（2006.2007秋）
- 十大勸學名句選舉（2005秋）
- 優秀圖書評選（2007秋評選、2008春頒獎）

### 專題書展區
- 世遺專區：提供有關澳門成為世遺之景點資訊及歷史資料（2006秋）
- 教育專區：提供兩岸四地出版社最新出版的教育類圖書（2007秋）
- 奧運專區：展出與奧運有直接關聯的圖書及產品，藉此宣揚08北京奧運資訊。（2007秋）

### 主題講座
每屆書展均會請來新書首發人士發表作品相關的介紹及寫作分享，以及邀請文化界及知名人士與讀者對話。
- 十八個文化活動講座。（2005春）
- 學術、食療保健、親子及文化講座。（2005秋）
  - 包括伍晃榮著作《波係圓嘅》澳門首發簽名會及『鏡頭下的伍晃榮』講座。
- 情境教學講座、翁靜晶『從明星到律師之路』等知名人士經歷講座。（2006春）
- 旅遊、教育、兒童書籍作品首發及作者介紹作品內容、與讀者對話之講座。（2006秋）
  - 包括翁靜晶著作《魯夫笑妻》澳門首發簽名會及『與澳門讀者有個約會』講座。
- 科普知識講座。（2007春）
- 澳門本地首發新書之作者介紹其作品、與讀者對話講座。（2007秋）
  - 包括《豉味縈牽四十年》首發及南音唱腔講座及獻唱。
- 出版和閱讀講座。（2008春）
  - 內容包括建築、娛樂、奧運、養生保健、兒童閱讀。
- 《周中師傅入廚之謎》再版首發及周中入廚之謎講座。（2008秋）

## 舉辦時間及地點

### 春季書香文化節
| 年份   | 日期             | 地點             | 主題                       |
| ------ | ---------------- | ---------------- | -------------------------- |
| 2005年 | 4月23日－5月1日  | 理工學院體育館   |                            |
| 2006年 | 4月27日－5月1日  | 澳門綜藝館       |                            |
| 2007年 | 4月2日－4月9日   | 理工學院體育館   |                            |
| 2008年 | 4月18日－4月27日 | 澳門旅遊活動中心 | 鼓勵本土出版，推動社會閱讀 |
| 2009年 | 4月3日－4月12日  | 塔石體育館       | 鼓勵本土出版，推動社會閱讀 |
| 2010年 | 5月11日－5月20日 | 塔石體育館       | 鼓勵本土出版，推動社會閱讀 |
| 2011年 | 4月29日－5月8日  | 塔石體育館       | 鼓勵本土出版，推動社會閱讀 |
| 2012年 | 4月20日－4月29日 | 塔石體育館       | 鼓勵本土出版，推動社會閱讀 |
| 2013年 | 4月19日－4月28日 | 塔石體育館       | 鼓勵本土出版，推動社會閱讀 |
| 2014年 | 4月17日－4月22日 | 塔石體育館       | 鼓勵本土出版，推動社會閱讀 |
| 2015年 | 3月27日－4月5日  | 塔石體育館       | 鼓勵本土出版，推動社會閱讀 |
| 2016年 | 3月25日－4月3日  | 塔石體育館       | 鼓勵本土出版，推動社會閱讀 |
| 2017年 | 3月24日－4月2日  | 塔石體育館       | 鼓勵本土出版，推動社會閱讀 |
| 2018年 | 3月23日－4月1日  | 塔石體育館       | 鼓勵本土出版，推動社會閱讀 |
| 2019年 | 3月22日－3月31日 | 塔石體育館       | 鼓勵本土出版，推動社會閱讀 |
| 2021年 | 4月2日－4月11日  | 塔石體育館       | 鼓勵本土出版，推動社會閱讀 |
| 2022年 | 5月13日－5月22日 | 塔石體育館       | 鼓勵本土出版，推動社會閱讀 |
| 2023年 | 5月12日－5月21日 | 塔石體育館       | 鼓勵本土出版，推動社會閱讀 |
| 2024年 | 4月12日－4月21日 | 塔石體育館       | 鼓勵本土出版，推動社會閱讀 |
| 2025年 | 4月18日－4月27日 | 塔石體育館       | 鼓勵本土出版，推動社會閱讀 |

### 秋季書香文化節──兩岸四地（澳門）書展
| 年份   | 日期               | 地點       | 主題                                                |
| ------ | ------------------ | ---------- | --------------------------------------------------- |
| 2005年 | 12月17日－12月25日 | 塔石體育館 |                                                     |
| 2006年 | 12月2日－12月11日  | 塔石體育館 |                                                     |
| 2007年 | 12月5日－12月11日  | 塔石體育館 | 自強勤鍛煉 上進喜攻書                               |
| 2008年 | 10月18日－10月26日 | 塔石體育館 | 炎炎夏日盡 朗朗秋意濃 努力讀書從今起 大好光陰不再來 |
| 2009年 | 10月23日－11月1日  | 塔石體育館 | 有書有贏 逆境自強                                   |
| 2010年 | 11月6日－11月14日  | 塔石體育館 | 暑假滿 秋風來 努力讀書從今起 大好光陰不再來         |
| 2011年 | 11月9日－11月17日  | 塔石體育館 | 讀出彩虹                                            |
| 2012年 | 11月3日－11月11日  | 塔石體育館 | 萬卷古今消永日 一葉知秋送流年                       |
| 2013年 | 11月16日－11月24日 | 塔石體育館 | 非遺傳捷報 南調再生輝                               |
| 2014年 | 11月8日－11月16日  | 塔石體育館 | 自我增值、海闊天空                                  |
| 2015年 | 11月7日－11月15日  | 塔石體育館 | 文章華國 學養麗濠                                   |
| 2016年 | 11月7日－11月15日  | 塔石體育館 | 文成蕉葉書猶綠 吟到梅花句亦香                       |
| 2017年 | 11月25日－12月3日  | 塔石體育館 | 台版名著齊檢閱 華夏好書共品評                       |
| 2018年 | 11月10日－11月18日 | 塔石體育館 | 太極 ‧ 文學                                         |
| 2019年 | 11月16日－11月24日 | 塔石體育館 |                                                     |
| 2020年 | 11月7日－11月15日  | 塔石體育館 |                                                     |
| 2021年 | 11月6日－11月14日  | 塔石體育館 | 網絡傳奇──優秀網絡小說專題                          |
| 2022年 | 11月12日－11月20日 | 塔石體育館 |                                                     |
| 2023年 | 11月17日－11月26日 | 塔石體育館 | 飛雪連天射白鹿，笑書神俠倚碧鴛                      |
| 2025年 | 1月4日－1月12日    | 塔石體育館 | 經典世界·世界經典——諾貝爾文學獎作品巡禮             |

## 備註
1. ↑  例如「兩岸四地（澳門）書展」曾於2002年3月28日～4月7日在置地廣場舉行，2004年7月31日～8月8日在關閘工人體育館舉行，時間不同、地點亦相距甚遠。
2. ↑  例如「閱讀文化節」曾於2004年8月7日～15日於觀光塔舉行
3. ↑  出版之門，《澳門2007年秋季書香文化節將揭幕》，http://www.publishing.com.hk/news/newsdetail.asp?textid=A01000020071203006[永久]，2007年12月3日。2008年4月25日查閱。（中文）
4. ↑  華僑報，《書香文化節本周五揭幕》，http://www.vakiodaily.com/index.php?tn=viewer&ncid=1&nid=130469&dt=20080414，2008年4月14日。2008年4月25日查閱。（中文）

## 延伸閱讀
- 澳門書市嘉年華：由1997年起每年夏季舉辦的澳門書展，由澳門閱讀寫作促進會主辦，一書齋承辦。
- 2005年閱讀文化節書展：由澳門會議展覽業協會主辦的書展，只做了一屆，跟本書展同名但無直接關係。

## 外部連結
1. 澳門出版協會－書展主辦單位網站
2. 澳門特別行政區政府體育發展局 （页面存档备份，存于）－書展協辦單位網站
3. 澳門圖書館暨資訊管理協會 （页面存档备份，存于）－書展協辦單位網站
4. 星光書店 （页面存档备份，存于）－春季書展承辦單位網站
5. 澳門文化廣場 （页面存档备份，存于）－秋季書展承辦單位網站